# Arrondissement du Territoire de Belfort

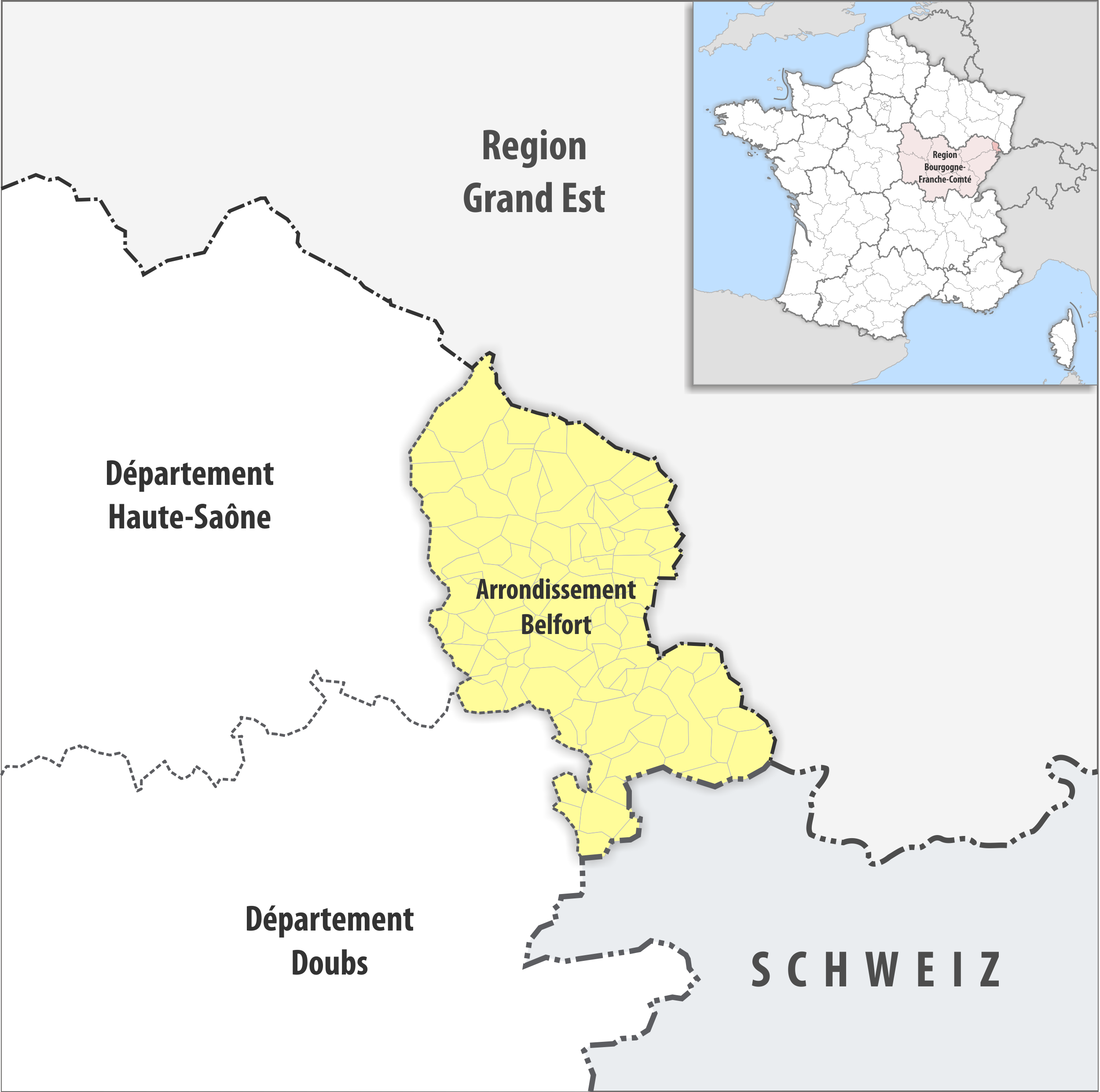
L'arrondissement du Territoire de Belfort en 2019.

Le département du Territoire de Belfort comprend un arrondissement.

## Composition
| Nom                       | Code Insee | Superficie (km2) | Population (dernière pop. légale) | Densité (hab./km2) | Modifier             |
| ------------------------- | ---------- | ---------------- | --------------------------------- | ------------------ | -------------------- |
| Arrondissement de Belfort | 901        | 609,40           | 140 082 (2022)                    | 230                | modifier les données |
| Territoire de Belfort     | 90         | 609,00           | 140 082 (2022)                    | 230                | modifier les données |

## Histoire
- 1871 : création du Territoire de Belfort, constitué de la partie du Haut-Rhin non annexée par l'Allemagne : Belfort
- 1922 : le Territoire de Belfort acquiert le statut de département

Belfort a été sous-préfecture du Haut-Rhin de 1790 à 1871.